# Clos des Mouettes (Bruxelles)
Pour les articles homonymes, voir Clos des Mouettes.
Le clos des Mouettes (en néerlandais : Meeuwengaarde) est un clos bruxellois de la commune de Schaerbeek accessible par l'avenue des Jardins.
La numérotation des habitations va de 1 à 6 de manière continue. Le clos fait partie du quartier des Jardins.